# 1169
Năm 1169 trong lịch Julius.

## Sinh
- 10 tháng 9: Alexios II Komnenos, Hoàng đế Đông La Mã trị vì từ năm 1180 đến năm 1183
- Muhammad II của Khwarezm, vua của nhà Khwarezm-Shah ở Iran vào thế kỷ 13, trị vì từ năm 1200 đến 1220
- Nasu no Yoichi, samurai đã chiến đấu cùng với nhà Minamoto trong chiến tranh Genpei